# La Guerre des espions
Pour plus de détails, voir Fiche technique et Distribution.
La Guerre des espions (異聞猿飛佐助, Ibun Sarutobi Sasuke) est un film japonais réalisé par Masahiro Shinoda, sorti en 1965.

## Fiche technique
Sauf indication contraire, les informations mentionnées dans cette section peuvent être confirmées par la base de données cinématographiques IMDb,  présente dans la section « Liens externes ».
- Titre original : 異聞猿飛佐助 (Ibun Sarutobi Sasuke?)
- Titre français : La Guerre des espions
- Titre anglais : Samurai Spy
- Réalisation : Masahiro Shinoda
- Scénario : Yoshiyuki Fukuda et Koji Nakada
- Direction artistique : Junichi Ôsumi
- Costumes : Etsuko Yagyû
- Photographie : Masao Kosugi
- Montage : Yoshi Sugihara
- Musique : Tōru Takemitsu
- Société de production : Shōchiku
- Pays d'origine : Japon
- Format : Noir et blanc - 2,35:1 - Mono
- Genre : drame
- Date de sortie : 1965

## Distribution
- Kōji Takahashi : Sarutobi Sasuke
- Shintarō Ishihara : Saizo Kirigakure
- Eitarō Ozawa : Shigeyuki Koremura
- Kei Satō : Takanosuke Nojiri
- Rokkō Toura : Mitsuaki Inamura
- Tetsurō Tanba : Sakon Takatani